# Исправительные работы
Исправительные работы — вид уголовного наказания, заключающийся в принудительном привлечении осуждённого к труду с вычетом из его заработка в доход государства определённой части.

## Виды исправительных работ
Исправительные работы делятся на два вида: отбываемые по месту работы осуждённого и отбываемые в местах, определённых органами местного самоуправления по согласованию с органами, ведающими исполнением приговора, как правило, в районе места жительства осуждённого.
Дискуссионным в уголовно-правовой теории является вопрос о целесообразности применения исправительных работ к лицам, имеющим основное место работы. Одни авторы (М. М. Исаев, В. Д. Меньшагин) считают, что исправительные работы в таком случае являются скорее замаскированным штрафом, взимание которого осуществляется в рассрочку, что говорит об избыточности данного вида наказания. Другие авторы (А. Бриллиантов, А. Кибальник) говорят о необоснованности отказа от применения такой формы исправительных работ. Отмечается, что исправительные работы с отбыванием наказания не по месту основной работы осуждённого сложно применять в сельской местности, где отсутствуют предприятия, на которых требуются работники соответствующей специальности; что принудительный характер труда и имеющееся зачастую его несоответствие квалификации и желаниям осуждённого уменьшает исправительное воздействие наказания (в том числе за счёт уменьшения воздействия со стороны коллектива); что среди осуждённых к данному виду наказания рецидив встречается чаще, чем среди отбывавших наказание по основному месту работы.

## Исправительные работы вроссийском праве

### История
Наказания, связанные с принудительным привлечением осуждённого к труду, широко применялись в Российской империи. В основном это был каторжный труд осуждённых к ссылке без изоляции от общества; также обсуждался вопрос о возможности замены штрафа принудительными работами в случае невозможности его уплаты осуждённым.
Принудительное привлечение к труду использовалось в качестве наказания во всех уголовно-правовых актах советского правительства, в том числе самых ранних. Впервые они появились в инструкции Народного комиссариата юстиции от 19 декабря 1917 года «О революционном трибунале, его составе, делах, подлежащих его ведению, налагаемых им наказаниях и о порядке проведения его заседаний». Руководящие начала по уголовному праву 1919 года предусматривали в качестве отдельного вида наказания «принудительные работы без помещения в места лишения свободы». Первые советские уголовные кодексы предусматривали, возможность применения ссылки, соединённой с принудительными работами, а также исправительно-трудовых работ, отбываемых по месту жительства осуждённого.
Исправительные работы стали очень часто назначать после выхода Указа Президиума Верховного Совета СССР от 26 июня 1940 года «О переходе на восьмичасовой рабочий день, на семидневную рабочую неделю и о запрещении самовольного ухода рабочих и служащих с предприятий и учреждений», предусматривавшего отмену обязательного увольнения за прогул и уголовную ответственность за некоторые нарушения трудовой дисциплины — до 6 месяцев исправительно-трудовых работ по месту работы (с удержанием до 25 % заработка). Исправительные работы выражались в том, что осуждённый выполнял прежние должностные обязанности, а из его заработка удерживали долю, указанную в приговоре суда. Указ от 26 июня 1940 года широко применялся. Так, в СССР были осуждены за прогулы и опоздания на работу (более чем на 20 минут) за период с 26 июня по 31 декабря 1940 года 1648575 человек, а за период с 1 января по 31 декабря 1941 года — 1458185 человек.
В годы Великой Отечественной войны исправительные работы часто назначали нарушителям трудовой дисциплины (например, прогульщикам, хотя Указ Президиума Верховного совета СССР от 26 декабря 1941 года предусматривал за самовольный ход с предприятий лишение свободы сроком до 8 лет). Причём сами осуждённые иногда относились к исправительным работам как к штрафу, который был меньше, чем заработок, полученный в результате прогула.
Об этом было известно. Так, передовая статья «Правды» от 27 сентября 1942 года критиковала работника Лысьвенского завода Харина, который прогулял 20 дней и получил за это 6 месяцев исправительно-трудовых работ с удержанием 25 % заработка:

Он предпочел в это время торговать грибами на рынке. Все попытки привлечь Харина к ответственности как дезертира ни к чему не привели. Поскольку из города он не уехал, как разъясняли в прокуратуре, он не дезертир, будем судить его как прогульщика... Для злостного прогульщика такой приговор — пустяк. Можно ли так в военное время относиться к дезертирам трудового фронта? Конечно, нет!
Незначительность наказания за уход с предприятия по сравнению с тем заработком, который прогул давал, признавалась работниками. В отчете отдела кадров Краснокамского городского комитета ВКП(б) за I полугодие 1942 года мотивация таких прогульщиков описана следующим образом:

Эти люди говорят, что для меня ничего не значит, если я прогуляю 10—15 дней: мне дадут 3—4 месяца, а я привезу на две-три тысячи
УК РСФСР 1960 года предусматривал два вида исправительных работ: отбываемые по месту работы осуждённого и отбываемые в местах, определённых органами, ведающими исполнением приговора, в районе места жительства осуждённого.
С 1996 по 2003 год исправительные работы назначались исключительно осуждённым, имевшим основное место работы и заключались в привлечении осуждённого к труду с вычетом в доход государства определенной части его заработка (от 5 до 20 %, на усмотрение суда, выносящего приговор). С 2003 года, согласно новой редакции ст. 50 УК РФ, исправительные работы назначаются осуждённому, не имеющему основного места работы, и отбываются в местах, определяемых органом местного самоуправления по согласованию с органом, исполняющим наказания в виде исправительных работ, но в районе места жительства осуждённого. В 2011 году в ст. 50 вновь были внесены изменения, согласно которым исправительные работы могут назначаться как осуждённым, не имеющим основного места работы, так и имеющим его.

### Общая характеристика
Исправительные работы относятся к основным видам наказания. Исправительные работы устанавливаются на срок от двух месяцев до двух лет (для несовершеннолетних — до одного года), при этом из заработка осуждённого производятся удержания в доход государства в размере, установленном приговором суда, в пределах от пяти до двадцати процентов.
Обычно они назначаются лицам, совершившим преступления небольшой и средней тяжести, если будет признано, что их исправление может быть достигнуто без изоляции от общества и удаления из привычной среды обитания, лишь средствами трудового воздействия, работой в коллективе.
Исправительные работы не назначаются лицам, признанным инвалидами первой группы, беременным женщинам, женщинам, имеющим детей в возрасте до трех лет, военнослужащим, проходящим военную службу по призыву, а также военнослужащим, проходящим военную службу по контракту на воинских должностях рядового и сержантского состава, если они на момент вынесения судом приговора не отслужили установленного законом срока службы по призыву.
В случае злостного уклонения от отбывания наказания лицом, осуждённым к исправительным работам, суд может заменить неотбытое наказание принудительными работами или лишением свободы из расчёта один день данных видов наказания за три дня исправительных работ.

### Исполнение
Порядок исполнения наказания в виде исправительных работ урегулирован в главе 7 Уголовно-исполнительного кодекса Российской Федерации от 08.01.97.

#### Полномочия уголовно-исполнительных инспекций
Органом, исполняющим наказание в виде исправительных работ, является уголовно-исполнительная инспекция. Осуждённые направляются уголовно-исполнительными инспекциями для отбывания наказания не позднее 30 дней со дня поступления соответствующего распоряжения суда с копией приговора, определения или постановления. К основным полномочиям уголовно-исполнительных инспекций в области исполнения наказания в виде исправительных работ относятся:
- ведение учёта осуждённых;
- разъяснение порядка и условий отбывания наказания;
- контролирование соблюдения условий отбывания наказания осуждёнными и исполнения требований приговора администрацией организаций, в которых работают осуждённые;
- проведение с осуждёнными воспитательной работы;
- контролирование поведения осуждённых с участием сотрудников полиции;
- обращение в органы местного самоуправления по вопросу изменения места отбывания осуждёнными исправительных работ;
- принятие решения о приводе осуждённых, не являющихся по вызову или на регистрацию без уважительных причин;
- проведение первоначальных мероприятий по розыску осуждённых;
- подготовка и передача в соответствующую службу материалов об осуждённых, местонахождение которых неизвестно.

#### Исчисление срока наказания
Срок исправительных работ исчисляется в месяцах и годах, в течение которых осуждённый работал и из его заработной платы производились удержания. В каждом месяце установленного срока наказания количество дней, отработанных осуждённым, должно быть не менее количества рабочих дней, приходящихся на этот месяц. Если осуждённый не отработал указанного количества дней и отсутствуют основания для зачета неотработанных дней в срок наказания, отбывание исправительных работ продолжается до полной отработки осуждённым положенного количества рабочих дней.
Началом срока отбывания исправительных работ является день выхода осуждённого на работу. В срок отбывания исправительных работ не засчитывается время:
- в течение которого осуждённый не работал (даже по уважительной причине);
- болезни, вызванной алкогольным, наркотическим или токсическим опьянением или действиями, связанными с ним;
- отбывания административного взыскания в виде ареста, а также содержания под домашним арестом или под стражей в порядке меры пресечения по другому делу в период отбывания наказания.

#### Удержания из заработной платы
Органы, исполняющие наказания в виде исправительных работ, осуществляют контроль за правильностью и своевременностью удержаний из заработной платы осуждённых к исправительным работам и перечислением удержанных сумм в соответствующий бюджет, в том числе с привлечением финансовых и налоговых органов. При производстве удержаний учитывается денежная и натуральная часть заработной платы осуждённого. Удержания не производятся из:
- пособий, получаемых в порядке социального страхования и социального обеспечения;
- из выплат единовременного характера, за исключением пособий по безработице и ежемесячных страховых выплат по обязательному социальному страхованию от несчастных случаев на производстве и профессиональных заболеваний.

Пособия по временной нетрудоспособности исчисляются из заработной платы без учёта удержаний в размере, установленном приговором суда. В случаях отмены или изменения приговора суда с прекращением дела суммы, излишне удержанные из заработной платы осуждённого, возвращаются ему полностью. Уголовно-исполнительная инспекция, сам осуждённый или администрация организации, в которой он работает, вправе обращаться в суд с ходатайством о снижении размера удержаний из заработной платы осуждённого в случае ухудшения его материального положения.

#### Обязанности и права задействованных лиц
Основными обязанностями осуждённых к исправительным работам являются:
- соблюдение порядка и условий отбывания наказания;
- добросовестное отношение к труду
- явка в уголовно-исполнительную инспекцию по её вызову.

На администрацию организации, в которой работает осуждённый к исправительным работам, возлагаются:
- правильное и своевременное производство удержаний из заработной платы осуждённого и перечисление удержанных сумм;
- контроль за поведением осуждённого на производстве и содействие уголовно-исполнительной инспекции в проведении воспитательной работы с ним;
- соблюдение условий отбывания наказания, предусмотренных законодательством;
- уведомление уголовно-исполнительной инспекции о применённых к осуждённому мерах поощрения и взыскания, об уклонении его от отбывания наказания, а также предварительное уведомление о переводе осуждённого на другую должность или его увольнении с работы.

Осуждённый не вправе отказаться от предложенной ему работы. В период отбывания исправительных работ осуждённым запрещается увольнение с работы по собственному желанию без разрешения в письменной форме уголовно-исполнительной инспекции, которое может быть выдано после проверки обоснованности причин увольнения. Отказ в выдаче разрешения должен быть мотивирован. Решение об отказе может быть обжаловано в установленном законом порядке. В случае изменения места работы и места жительства, осуждённый обязан уведомить об этом уголовно-исполнительную инспекцию в течение 10 дней. В период отбывания исправительных работ отпуска предоставляются осуждённым на общих основаниях, за исключением ежегодного оплачиваемого отпуска, продолжительность которого для осуждённых составляет 18 рабочих дней. Предоставление этого отпуска должно быть согласовано с уголовно-исполнительной инспекцией.
В случаях тяжелой болезни осуждённого, препятствующей отбыванию наказания, либо признания его инвалидом первой группы, осуждённый вправе обратиться в суд с ходатайством об освобождении его от дальнейшего отбывания наказания. В случае наступления беременности женщина, осуждённая к исправительным работам, вправе обратиться в суд с ходатайством об отсрочке ей отбывания наказания со дня предоставления отпуска по беременности и родам.
Нарушением порядка и условий отбывания осуждённым исправительных работ являются:
- неявка на работу без уважительных причин в течение пяти дней со дня получения предписания уголовно-исполнительной инспекции;
- неявка в уголовно-исполнительную инспекцию без уважительных причин;
- прогул или появление на работе в состоянии алкогольного, наркотического или токсического опьянения.

За нарушение этих условий уголовно-исполнительная инспекция может предупредить осуждённого в письменной форме о замене исправительных работ другим видом наказания, а также обязать его до двух раз в месяц являться в уголовно-исполнительную инспекцию для регистрации. Злостно уклоняющимся от отбывания исправительных работ признается осуждённый, допустивший повторное нарушение порядка и условий отбывания наказания после объявления ему предупреждения в письменной форме, а также скрывшийся с места жительства осуждённый, местонахождение которого неизвестно. В последнем случае такой осуждённый объявляется в розыск и может быть задержан на срок до 48 часов. Данный срок может быть продлен судом до 30 суток.

### Практика применения
В 1996 году этот вид наказания был назначен 8,2 % осуждённых; в 1997 г. — 6,9 %; в 1998 г. — 5,3 %.